# 82 (tal)
82 (åttiotvå) är det naturliga talet som följer 81 och som följs av 83.
- Hexadecimala talsystemet: 52
- Binärt: 1010010
- Delbarhet: 1, 2, 41, 82
- har primfaktoriseringen 2 och 41
- Summan av delarna: 126

## Inom matematiken
- 82 är ett jämnt tal.
- 82 är ett semiprimtal
- 82 är ett extraordinärt tal.
- 82 är ett kvadratfritt tal.
- 82 är ett pentadekagontal.
- 82 är ett Ulamtal.
- 82 är ett palindromtal i det ternära talsystemet.

## Inom vetenskapen
- Bly, atomnummer 82
- 82 Alkmene, en asteroid
- M82, oregelbunden galax i Stora björnen, Messiers katalog